# رون مايلز
رون مايلز (بالإنجليزية: Ron Miles)‏ هو موسيقي أمريكي، ولد في 9 مايو 1963 في إنديانابوليس في الولايات المتحدة.

## وصلات خارجية
- رون مايلز على موقع IMDb (الإنجليزية)
- رون مايلز على موقع ميوزك برينز (الإنجليزية)
- رون مايلز على موقع أول ميوزيك (الإنجليزية)
- رون مايلز على موقع ديسكوغز (الإنجليزية)